# Ludwig Walter
Ludwig Walter (* 2. November 1922 in Kaiserslautern; † 26. Juli 1993) war ein deutscher Fußballspieler. Er war der Bruder der Weltmeister von 1954 und langjährigen Spieler des 1. FC Kaiserslautern, Fritz und Ottmar Walter.
Im August 1931, im Alter von acht Jahren, begann Ludwig Walter mit dem Fußballspielen in der Jugend des 1. FC Kaiserslautern. Nach dem Besuch der Barbarossaschule (Volksschule) in Kaiserslautern bis März 1937 begann er, wie zuvor schon sein Bruder Fritz, eine kaufmännische Lehre in einer Bankagentur. Im Dezember 1939 begann er bei der Stadtverwaltung Kaiserslautern bei der Stadtkasse zu arbeiten.
Im Januar 1940 wurde er zum Reichsarbeitsdienst eingezogen, für den er bis Oktober 1942 tätig war. Es folgte der Militärdienst und schließlich die Kriegsgefangenschaft. In einem rumänischen Sammellager in der Nähe von Mármaros-Sziget traf er seinen Bruder Fritz. Bei Fußballspielen im Sammellager erkannte man bald den deutschen Nationalspieler Fritz Walter. Der russische Lagerkommandant verhinderte daher zunächst den bevorstehenden Abtransport der Walter-Brüder nach Russland und entließ sie später eigenmächtig aus der Gefangenschaft. Die Brüder kamen zunächst nach Wien und am 28. Oktober 1945 wieder nach Kaiserslautern.
Dort setzte Ludwig Walter ab Dezember 1946 seine Arbeit bei der Stadtkasse fort. Diese Tätigkeit übte er insgesamt vierzig Jahre aus. Nach der Rückkehr in seine Heimatstadt schloss er sich auch bald wieder dem FCK an, für den er aber aufgrund einer Kriegsverletzung nur noch wenige Spiele – Oberliga Südwest, Gruppe Nord, 1948/49: 2 Spiele – bestreiten konnte.
Am 26. Juli 1993 starb Ludwig Walter.